# Cultura di Zarubynci
La cultura di Zarubynci è una delle più importanti culture fiorite nell'area settentrionale del Mar Nero e sorta lungo il corso dei fiumi Dnepr e Pryp"jat', che si estese verso occidente lungo il fiume Buh Occidentale tra il III e il II secolo a.C. fino al II secolo. Venne scoperta intorno al 1899 ed è stata individuata in circa 500 siti archeologici. Essa è considerata come il corrispettivo orientale della Cultura di Przeworsk con la quale è in realtà considerata un insieme unico e un singolo complesso archeologico.

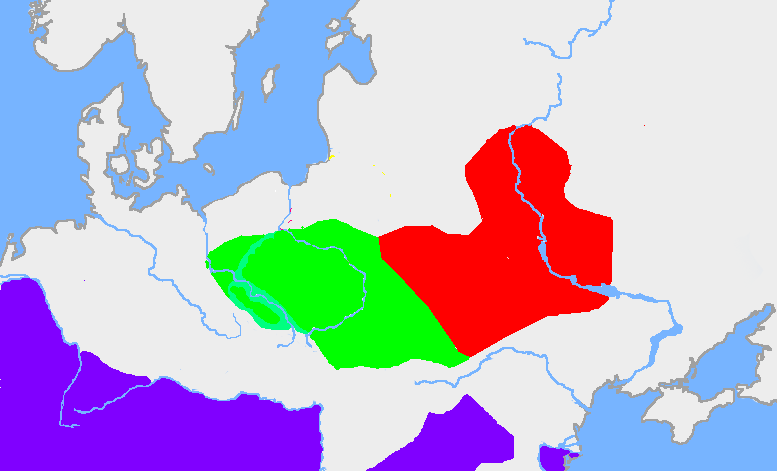
Immagine schematica dell'estensione della cultura di Zarubynci (in rosso) e della cultura di Przeworsk (in verde)

Come la precedente cultura di Černjachov, la cultura di Zarubynci ebbe origini miste, scaturendo in parte dalla cultura celtica di La Tène e dalle popolazioni nomadi dei territori delle steppe (ovvero Sciti e Sarmati). Più tardi essa venne fortemente influenzata dall'avvento dell'Impero Romano estesosi fino sulle rive del Danubio. In particolare l'influsso Scita-Sarmata è evidente soprattutto negli stili della lavorazione della ceramica, delle armi e degli oggetti personali e degli ornamenti.